# Темишвар сарасенси
Рагби клуб Темишвар сарасенси је професионални румунски рагби јунион (рагби 15) клуб из Темишвара и филијала је енглеског клуба "Сараценс". Основан је 1949, а 1972, је постао први румунски рагби клуб ван Букурешта, који је освојио титулу првака Румуније.

## Успеси
Првенство Румуније у рагбију - 4
1972, 2012, 2013, 2015
Куп Румуније у рагбију - 3 
2011, 2014, 2015